# 水原一平
水原一平（日语：／ Mizuhara Ippei，1984年12月31日—）前為一名日本口譯員。他最為人所知的工作是擔任美國職棒大聯盟（MLB）球員大谷翔平的口譯員，為大谷出席媒體活動和與隊友交流時提供日語翻譯和英語翻譯。他曾在波士頓紅襪擔任岡島秀樹的口譯員，也曾在日本職業棒球（NPB）北海道日本火腿鬥士擔任該隊幾名講英語球員的口譯員。
水原因與大谷的親密關係而在棒球迷中頗受歡迎。他經常在非翻譯場合幫助大谷，例如接住他的牛棚訓練或在賽前熱身時與他玩接球遊戲。在2021年MLB全壘打大赛中，水原擔任大谷的捕手。
2024年3月20日，道奇隊解雇了水原，因為大谷的代表指控他「大量盜用」大谷的資金在博彩公司下注。

## 早年生活
水原於1984年12月31日出生於北海道苫小牧市。他的父親水原英政是一名廚師，為了讓他能在洛杉磯工作，全家於1991年搬到了洛杉磯地區。水原在洛杉磯縣東部的鑽石吧長大。他從小踢足球和打籃球，曾就讀於鑽石吧高中。其曾自稱2007年從加州大學河濱分校畢業，但校方於其2024年捲入官司後聲明無其就學記錄。

## 職業生涯
大學畢業後，水原受僱於波士頓紅襪，為日本投手岡島秀樹擔任口譯。2013年，他受僱於北海道日本火腿鬥士，為克里斯·馬丁和隊中其他講英語的成員提供口譯服務。他第一次見到大谷翔平是在為火腿鬥士做口譯時，因為兩人都是在2013年進入火腿鬥士。
2017年大谷被火腿鬥士派駐MLB，他與洛杉磯天使簽約時，球隊聘請水原擔任大谷的私人翻譯。當大谷參加2021年MLB全壘打大賽時，水原被選為他的捕手。他向天使隊捕手麥克斯·史塔西借了一套額外的裝備，並與天使隊內野手荷西·伊格萊西亞斯一起練習，為擔任捕手做準備。此前，水原還趕上了大谷的一些牛棚訓練。在2021─22年MLB停擺事件期間，水原暫時辭去他在天使隊的職務，以規避禁止球員和工作人員接觸的規定，繼續與大谷合作。停工期結束後，水原恢復天使隊正式員工的身份。

### 2024賭博爭議與解僱
在與大谷一起轉會道奇隊後，在《洛杉磯時報》的詢問下，球員代表對水原的行為進行了調查。該報道稱，水原「大量盜用」大谷的資金，將數百萬美元的資金用於向涉嫌非法的莊家馬修·鮑耶爾（Mathew Bowyer）下注，而後者正在接受聯邦調查。大谷的律師伯克·布雷特勒（Berk Brettler）表示：「在回應最近媒體詢問的過程中，我們發現翔平是一起大規模盜竊案的受害者，我們正在將此事移交給相關部門。」
2024年3月20日，水原因捲入賭博醜聞而被球隊解僱。根據多家美國媒體報道，水原在與教士隊的比賽結束後，在會所對道奇隊球員發表講話時承認了自己的賭癮，並認識到自己的錯誤，其中包括ESPN和福克斯體育的分析師班·維蘭德（Ben Verlander），他是一位著名的大谷翔平愛好者。
圍繞水原的爭議源於他欠下南加州聯邦政府正在調查的一家博彩公司的債務。據報道，至少有450萬美元（約6.8億日元）從大谷的銀行帳戶轉給該博彩公司的相關人員。大谷的代理律師事務所 Burke, Williams & Sorensen的發言人證實，大谷是重大竊盜案的受害者，此事已移交給有關當局。
儘管體育博彩在美國約40個州是合法的，但在大谷和水原所在的加利福尼亞州仍然是非法的。水原曾陪同大谷參加道奇隊在亞利桑那州的春訓營，並隨隊前往韓國首爾參加韓國系列賽。他在道奇與教士的2024年賽季開幕戰中仍擔任大谷的口譯，接著在開幕戰結束後公開事件並遭到解僱。

## 個人生活
水原於2018年結婚。